# Noah Fogang Tchendjou
Noah Fogang Tchendjou (7 juni 1999) is een Belgisch basketballer.

## Carrière
Fogang Tchendjou speelde in de tweede ploeg van BC Oostende van 2015 tot 2017. In 2017 maakte hij de overstap naar Spirou Charleroi waar hij zijn debuut in de hoogste klasse zou maken in het seizoen 2018/19. In het seizoen 2019/20 speelde hij niet voor de eerste ploeg maar vanaf 2020 speelde hij in de hoofdkern. In 2023 verliet hij de club en ging spelen voor tweedeklasser Royal IV Brussels.

### Nationale ploeg
Fogang speelde voor de Belgische nationale jeugdploegen. Hij speelde ook voor de nationale jeugdploegen in het 3x3-basketbal waarin hij bij de U18 wereldkampioen werd samen met Ayoub Nouhi, Lenny Coppens en Vincent Peeters.

## Privéleven
Zijn broer Loup Fogang Tchendjou werd ook profbasketballer.